# Езикова гимназия „Бертолт Брехт“
 Тази статия е за гимназията в Пазарджик.  За немския поет, драматург и режисьор вижте Бертолт Брехт.  
Езикова гимназия „Бертолт Брехт“ е средно училище в Пазарджик.
Гимназията е основана през 1970 година като Немска езикова гимназия. До 1982 г. училището приема ежегодно по 4 паралелки с интензивно изучаване на немски език. През 1983 са въведени една паралелка с интензивно изучаване на английски език и една с интензивно изучаване на френски език, а от началото на учебната 2010/2011 година ЕГ „Бертолт Брехт“ вече има три английски паралелки. Така, след въведената през 1990/1991 година втора френска паралелка, ежегодният прием на ученици в гимназията е, както следва: 4 немски, 3 английски и 2 френски паралелки.
Директор на гимназията е Велка Недялкова.